# Saint-Sauvier
Saint-Sauvier ist eine französische Gemeinde mit 324 Einwohnern (Stand: 1. Januar 2022) im Département Allier in der Region Auvergne-Rhône-Alpes. Sie gehört zum Arrondissement Montluçon und zum Kanton Huriel.

## Geographie
Saint-Sauvier liegt etwa 20 Kilometer westnordwestlich von Montluçon.

### Nachbargemeinden
Umgeben ist Saint-Sauvier von den Nachbargemeinden Saint-Palais im Norden und Nordwesten, Mesples im Norden und Nordosten, Chambérat im Osten und Nordosten, Archignat im Osten und Südosten, Treignat im Süden und Südosten, Leyrat im Süden sowie Saint-Pierre-le-Bost im Westen.

## Bevölkerungsentwicklung
| Jahr      | 1962 | 1968 | 1975 | 1982 | 1990 | 1999 | 2006 | 2013 | 2018 |
| Einwohner | 654  | 616  | 514  | 441  | 377  | 330  | 337  | 447  | 341  |

## Sehenswürdigkeiten
- Kirche St-Salvère aus dem 13. Jahrhundert
- Kapelle St-Rémy mit Brunnen, Monument historique seit 1993

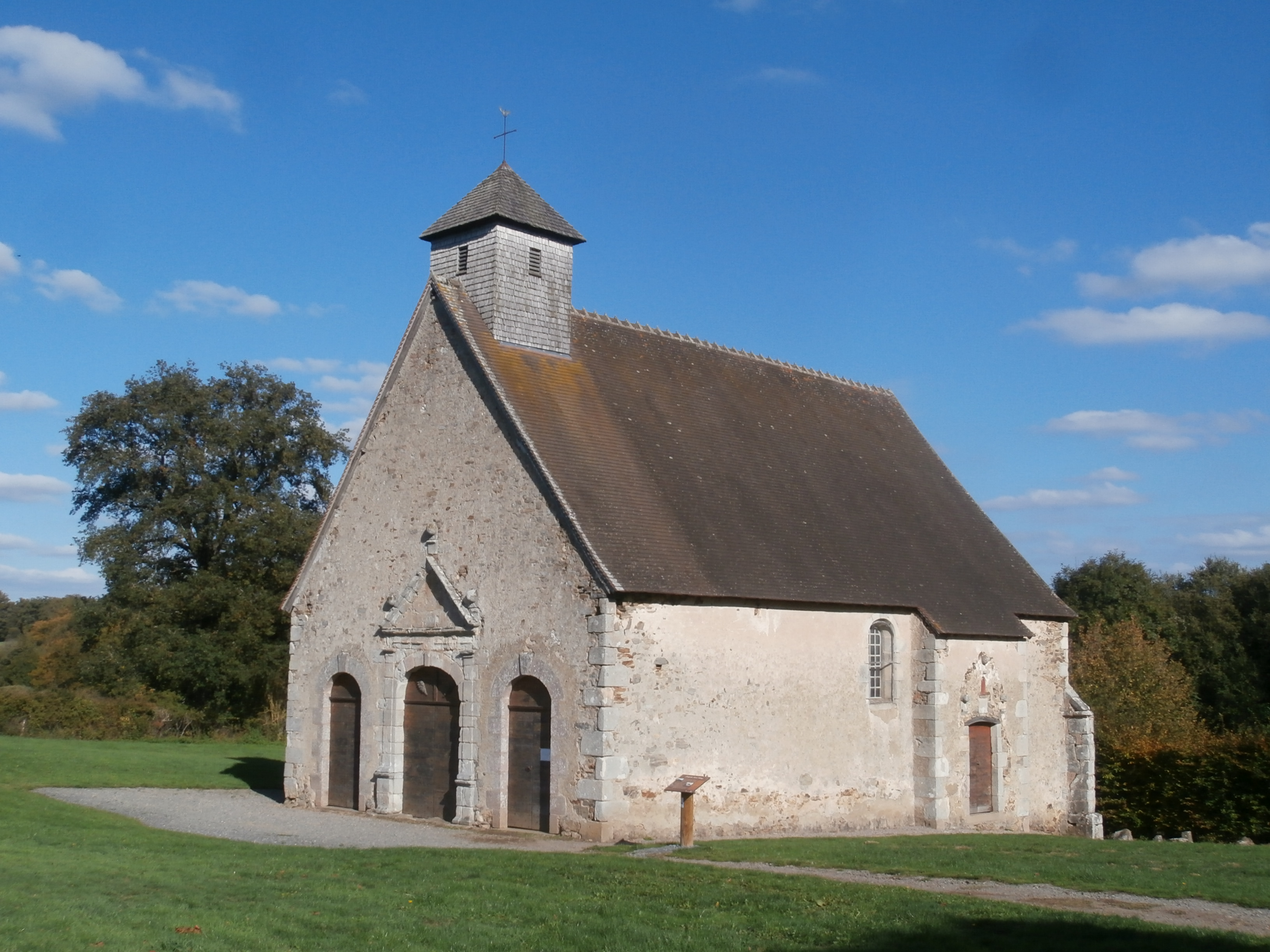
Kapelle St-Rémy

- Museum Sherlock Holmes

## Persönlichkeiten
- Mathias Le Groing de La Romagère (1756–1841), römisch-katholischer Geistlicher, Bischof von Saint-Brieuc 1817–1841